# Rösen von Ingatorp
 Die Rösen von Ingatorp (RAÄ-Nummer: Gudhem 141:1 und Gudhem 142:1) sind zwei bronzezeitliche Grabhügel in Ingatorp  in der schwedischen Provinz Västergötland. Ingelsrör 2 liegt direkt an der Straße. Ingelsrör 1 befindet sich etwa 100 Meter weiter, etwa 50 Meter von der Straße entfernt. Beide Grabhügel wurden in der Mitte durch Grabräuber beschädigt.

## Ingelsrör 1
Der Grabhügel Ingelsrör 1 (Lage) besteht im Gegensatz zu Ingelsrör 2 nur aus Steinen. Er hat einen Durchmesser von 38 Metern bei einer Höhe von 3,5 Metern.

## Ingelsrör 2
Im Gegensatz zu Ingelsrör 1 besteht dieser Grabhügel (Lage) aus einer Mischung aus Steinen und Erde und ist bewachsen. Er misst 35 Meter im Durchmesser und ist 3 Meter hoch.